# 维鲁-尼古拉 (市镇)
维鲁-尼古拉是爱沙尼亚西維魯縣的一个乡村型市镇。行政中心为昆达。市镇面积为312平方公里，人口数量为5660人（2021年）。

## 行政管理
2017年爱沙尼亚行政改革后，原维鲁-尼古拉市镇、昆达市和東維魯縣的阿塞里市镇合并成新的维鲁-尼古拉市镇。
新的市镇包括昆达市（非独立城市）、阿塞里和維魯-尼古拉两个小镇及43个村庄。